# Puchar Słowacji w piłce siatkowej mężczyzn (2020/2021)
Puchar Słowacji w piłce siatkowej mężczyzn 2020/2021 (słow. Slovenský pohár vo volejbale mužov 2020/2021) – 23. sezon rozgrywek o siatkarski Puchar Słowacji zorganizowany przez Słowacki Związek Piłki Siatkowej (Slovenská Volejbalová Federácia, SVF), jednocześnie druga edycja turnieju o Trofeum Štefana Pipy (Trofej Štefana Pipu). Zainaugurowany został 9 stycznia 2021 roku.
W rozgrywkach o Puchar Słowacji uczestniczyło osiem drużyn z Extraligi. Rozgrywki składały się z ćwierćfinałów, półfinałów oraz finału. We wszystkich rundach rywalizacja toczyła się systemem pucharowym, a o awansie decydowało jedno spotkanie.
Finał rozegrany został 14 kwietnia 2021 roku w miejskiej hali sportowej w Nitrze. Po raz czwarty Puchar Słowacji zdobył klub VK Mirad UNIPO Prešov, który w finale pokonał zespół TJ Slávia Svidník. MVP finału wybrany został Ľuboš Macko, natomiast najlepszym zawodnikiem drużyny przegranej – Michal Petráš.

## System rozgrywek
W Pucharze Słowacji w sezonie 2020/2021 uczestniczy osiem drużyn grających w Extralidze. Rozgrywki składają się z ćwierćfinałów, półfinałów i finału. Przed ćwierćfinałami i półfinałami odbywa się losowanie, które wyłania pary meczowe. We wszystkich rundach rywalizacja toczy się systemem pucharowym, a o awansie decyduje jedno spotkanie.

## Drużyny uczestniczące
| Extraliga (8 drużyn)  | Extraliga (8 drużyn) |
| --------------------- | -------------------- |
| Rieker UJS Komárno    | ćwierćfinał          |
| ŠŠ volejbal Trenčín   | ćwierćfinał          |
| TJ Slávia Svidník     | finał                |
| VK KDS Šport Košice   | półfinał             |
| VK Mirad UNIPO Prešov | zwycięstwo           |
| VK OSMOS Prievidza    | ćwierćfinał          |
| VKP Bratislava        | ćwierćfinał          |
| TJ Spartak Myjava     | półfinał             |

## Rozgrywki

### Ćwierćfinały
| 09.01.2021 16:00 (UTC+1) | TJ Spartak Myjava | 3:1 (25:17, 18:25, 25:18, 25:17) | VK OSMOS Prievidza | Mestská športová hala, Myjava Widzów: 0 Sędziowie: Filip Moravčík i Fedor Tiršel MVP: Patrik Pokopec i Michal Kilian |

|  | ŠŠ volejbal Trenčín | 0:3 (0:25, 0:25, 0:25) | VK Mirad UNIPO Prešov |  |

|  | TJ Slávia Svidník | 3:0 (25:0, 25:0, 25:0) | VKP Bratislava |  |

| 09.01.2021 18:00 (UTC+1) | Rieker UJS Komárno | 2:3 (18:25, 19:25, 25:13, 25:19, 10:15) | VK KDS Šport Košice | Mestská športová hala, Komárno Widzów: 0 Sędziowie: Miroslav Sarka i Igor Schimpl MVP: František Ogurčák i Patrik Lamanec |

### Półfinały
| 13.04.2021 13:00 (UTC+2) | TJ Spartak Myjava | 0:3 (24:26, 26:28, 19:25) | VK Mirad UNIPO Prešov | Mestská športová hala, Nitra Widzów: 0 Sędziowie: Pavol Andrejčák i Filip Moravčík MVP: Tobias Viskup i Rodrigo Moraes |

| 13.04.2021 16:00 (UTC+2) | TJ Slávia Svidník | 3:1 (25:22, 21:25, 25:16, 25:18) | VK KDS Šport Košice | Mestská športová hala, Nitra Widzów: 0 Sędziowie: Igor Schimpl i Juraj Mokrý MVP: Radovan Vitko i Martin Sopko mł. |

### Finał
| 14.04.2021 17:30 (UTC+2) | VK Mirad UNIPO Prešov | 3:2 (25:17, 25:19, 22:25, 13:25, 16:14) | TJ Slávia Svidník | Mestská športová hala, Nitra Widzów: 0 Sędziowie: Peter Malík i Lukáš Královič MVP: Ľuboš Macko |